# Danny Aiello
Danny Aiello (New York, 1933. június 20. – New Jersey, 2019. december 12.) amerikai-olasz színész és szinkronszínész. A 62. Oscar-gála egyik jelöltje volt az Oscar-díj a legjobb férfi mellékszereplőnek címre. Republikánus elveket vallott, szolgált a hadseregben is. Fia Danny Aiello III (1957–2010) színész, kaszkadőr.

## Filmjei
- A Keresztapa II. (1974)
- A jónevű senki (1976)
- Kojak (1976)
- Ujjak (1978)
- Testvérszövetség (1978)
- ABC Afterschool Specials (1980-1982)
- A kihívás (1980)
- Szem elől tévesztve (1980)
- Apacserőd Bronxban (1981)
- A tisztesség ára (1982)
- Volt egyszer egy Amerika (1984)
- Lady Blue (1985-1986)
- Kairó bíbor rózsája (1985)
- Leszámolás Hongkongban (1985)
- A rádió aranykora (1987)
- Testőr kereszttűzben (1987)
- A nővadász (1987)
- Holdkórosok (1987)
- Egyedül a neondzsungelben (1988)
- Gyilkosság a Central Parkban (1989)
- Szorul a hurok (1989)
- Szemet szemért (1989)
- Harlemi éjszakák (1989)
- Jákob lajtorjája (1990)
- Az igazi (1991)
- Hudson Hawk – Egy mestertolvaj aranyat ér (1991)
- A bűn utcája (1991)
- Ruby – A Kennedy-gyilkosság másik arca (1992)
- A mecénás szeretője (1992)
- Özvegyek klubja (1993)
- Léon, a profi (1994)
- Pret-a-porter – Divatdiktátorok (1994)
- Teljes felhatalmazás (1995)
- Hárman párban (1996)
- Minden gyanú felett (1996)
- Két nap a völgyben (1996)
- A sivatagi hold titka (1996)
- Dellaventura (1997-1998)
- Az utolsó keresztapa (1997)
- Bűnös negyed (1998)
- Willburi vízesés (1998)
- Egy bérgyilkos naplója (1999)
- Maffia az étteremben (2000)
- Orosz meló (2003)
- A pancser bérgyilkos és a nagypapa (2004)
- Ráktanya eladó (2005)
- Alvilági játékok (2006)
- Érj el! (2014)

## További információ
- Hivatalos oldal
- Danny Aiello a PORT.hu-n (magyarul)
- Danny Aiello az Internetes Szinkronadatbázisban (magyarul)
- Danny Aiello az Internet Movie Database-ben (angolul)
- Danny Aiello a Rotten Tomatoeson (angolul)